# تشارلي ولز
تشارلي ولز (بالإنجليزية: Charlie Wells)‏ هو لاعب كرة قدم أسترالية أسترالي، ولد في 13 أبريل 1892 في ريتشموند ‏ في أستراليا، وتوفي في 19 أكتوبر 1929 في Burnley, Victoria ‏ في أستراليا.

## وصلات خارجية
- تشارلي ولز على موقع AustralianFootball.com (الإنجليزية)
- تشارلي ولز على موقع AFLtables.com (الإنجليزية)